# Malaxis perezii
Malaxis perezii är en orkidéart som beskrevs av Roberto González Tamayo. Malaxis perezii ingår i släktet knottblomstersläktet, och familjen orkidéer. Inga underarter finns listade i Catalogue of Life.